# Valady
Valady (okzitanisch: Valadin) ist eine französische Gemeinde im Département Aveyron in der Region Okzitanien mit 1.617 Einwohnern (Stand: 1. Januar 2022). Sie gehört zum Arrondissement Rodez und zum Kanton Vallon. Die Einwohner werden Valadinois genannt.

## Geographie
Valady liegt etwa 17 Kilometer nordwestlich von Rodez im Weinbaugebiet Marcillac, Teil der Weinbauregion Sud-Ouest, am Fluss Ady. Umgeben wird Valady von den Nachbargemeinden Saint-Christophe-Vallon im Nordwesten und Norden, Marcillac-Vallon im Norden und Nordosten, Salles-la-Source im Osten, Druelle Balsac im Süden, Clairvaux-d’Aveyron im Südwesten sowie Goutrens im Südwesten und Westen.

## Bevölkerungsentwicklung
| 1962                       | 1968 | 1975 | 1982 | 1990 | 1999 | 2006 | 2019 |
| -------------------------- | ---- | ---- | ---- | ---- | ---- | ---- | ---- |
| 780                        | 708  | 765  | 927  | 1014 | 1133 | 1380 | 1593 |
| Quellen: Cassini und INSEE |      |      |      |      |      |      |      |

## Sehenswürdigkeiten

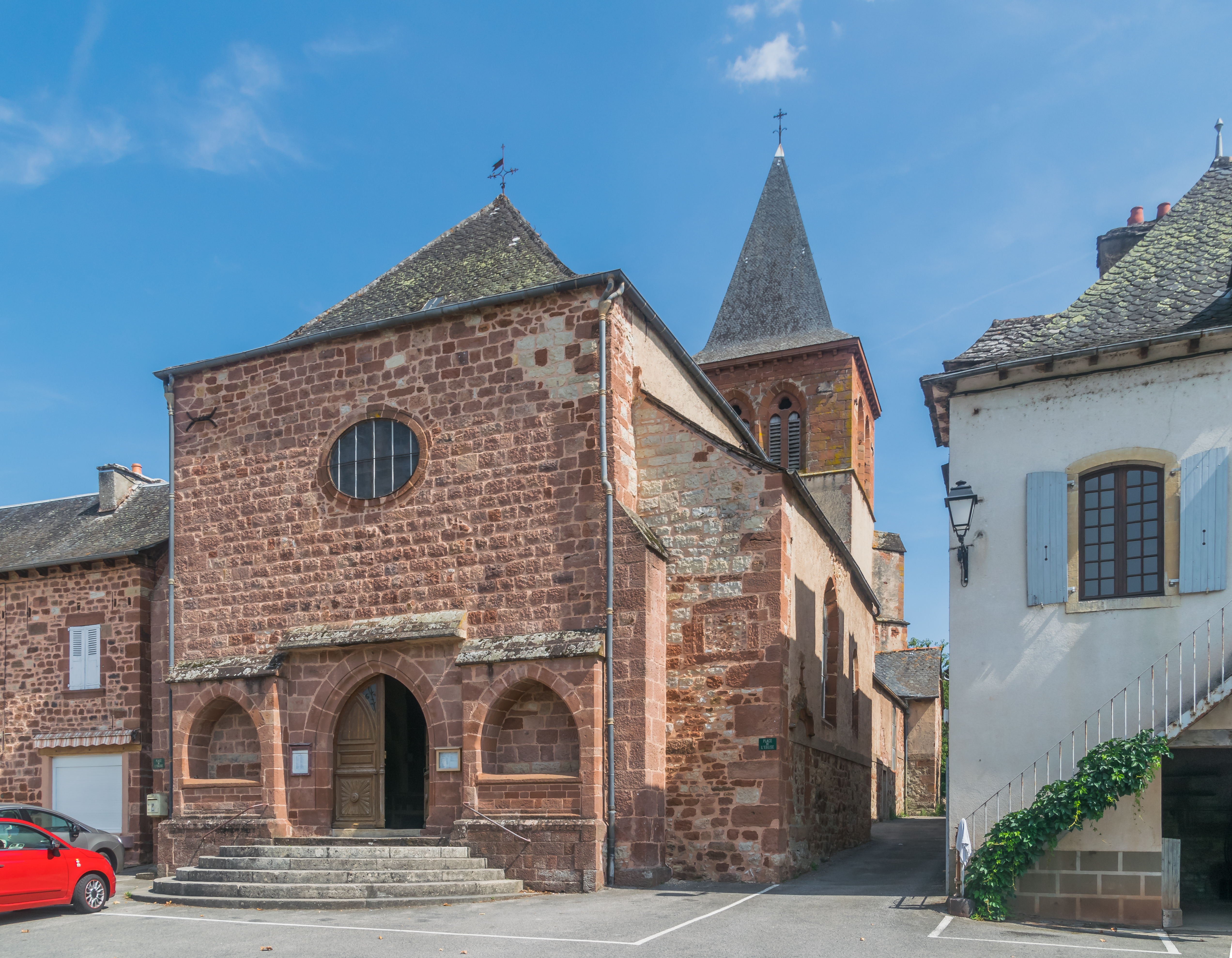
Kirche Saint-Pierre-ès-Liens
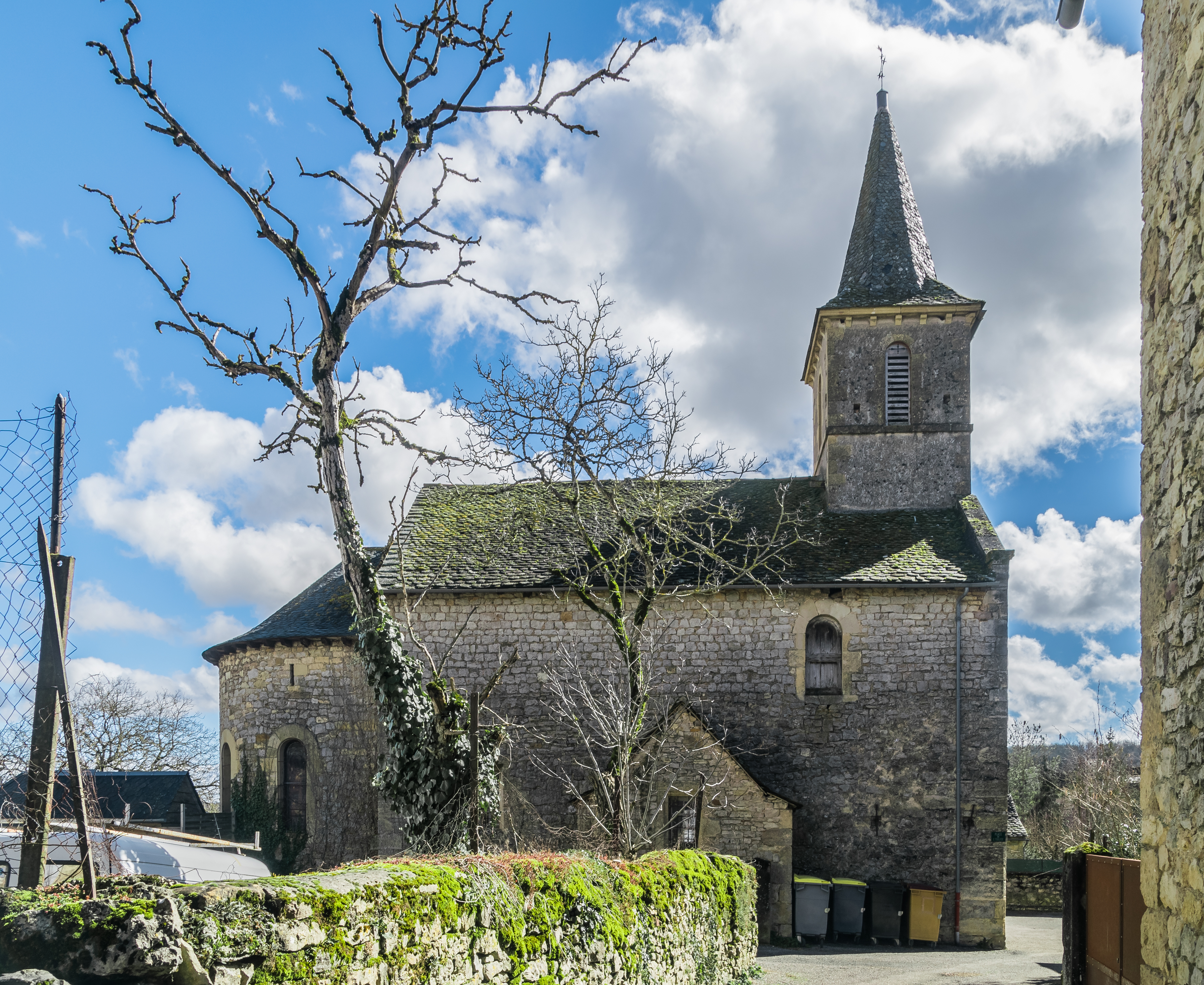
Kirche Saint-Roch im Ortsteil Fijaguet
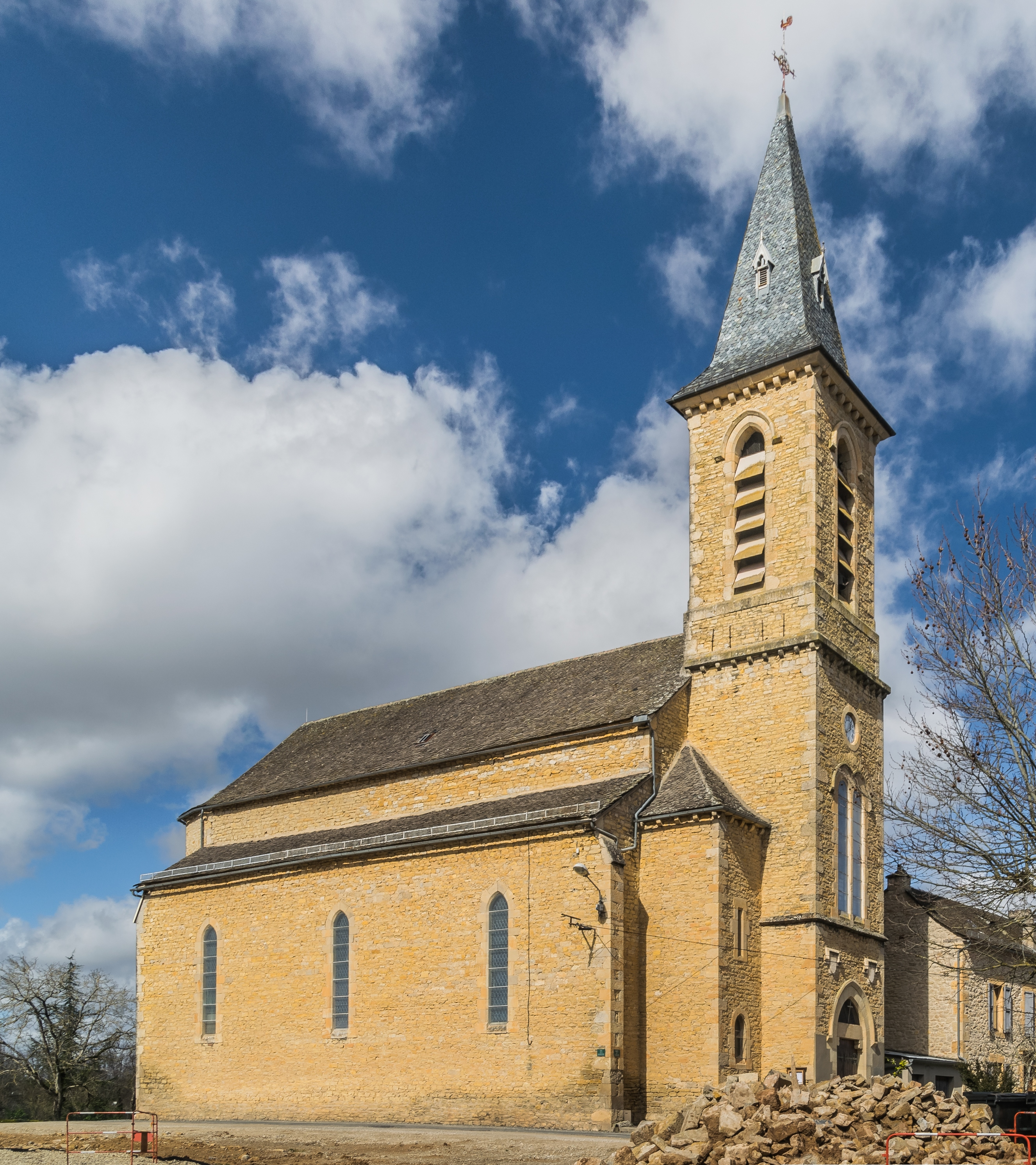
Kirche Saint-Vincent-de-Paul im Ortsteil Nuces
- Schloss Valady
- Domäne Las Canals

- Kirche Saint-Pierre-ès-Liens
- Kirche Saint-Roch
- Kirche Saint-Vincent-de-Paul